# Grand Morin
Der Grand Morin, manchmal auch nur Morin genannt, ist ein Fluss in Frankreich, der in den Regionen Grand Est und Île-de-France verläuft. Er entspringt im Gemeindegebiet von Lachy und entwässert generell in westlicher Richtung. Der Fluss mündet nach rund 118 Kilometern bei Condé-Sainte-Libiaire als linker Nebenfluss in die Marne. Auf seinem Weg durchquert er die Départements Marne und Seine-et-Marne.
Im Mündungsbereich, ab Saint-Germain-sur-Morin, wird er vom Canal latéral du Grand Morin begleitet, der bei Esbly in den Canal de Meaux à Chalifert mündet. Diese Kanäle werden jedoch für die Schifffahrt nicht mehr genutzt.

## Orte am Fluss
- Lachy
- Sézanne
- Esternay
- La Ferté-Gaucher
- Coulommiers
- Crécy-la-Chapelle
- Montry
- Condé-Sainte-Libiaire